# Hebesuncus
Hebesuncus là một chi của gấu nước hoặc còn gọi là lợn rêu, tardigrada và trong lớp Eutardigrada.

## Các loài
- Hebesuncus conjungens (Thulin 1911)
- Hebesuncus ryani Dastych and Harris, 1994
- Hebesuncus schusteri (Dastych, 1984)